# Celestino Rocha da Costa
Celestino Rocha da Costa (25 de septiembre de 1938 - 23 de diciembre de 2010) fue el primer ministro de Santo Tomé y Príncipe desde el 8 de enero de 1988 hasta el 7 de febrero de 1991. Fue el último jefe de un gobierno de la era unipartidista del país.

## Biografía
Se convirtió en miembro del Movimiento para la Liberación de Santo Tomé y Príncipe (MLSTP) después de la independencia en 1975.  Primero trabajó para el Ministerio de Justicia. Desde principios de 1986, fue ministro de Educación, Trabajo y Asuntos Sociales.
En enero de 1988, una enmienda constitucional introdujo el puesto de Primer Ministro, cargo que asumió el 8 de enero de ese año, hasta el 7 de febrero de 1991. Su gobierno incluyó a antiguos líderes políticos en el exilio.
Después de la introducción de la democracia en 1990, y la celebración de las elecciones legislativas de 1991, debió abandonar su cargo ante la derrota electoral sufrida por el MLSTP. Fue sucedido por Daniel Daio.
Murió en Lisboa, Portugal, en 2010, a los 72 años.